# نقص حس الألم
نقص حس الألم أو نقص التألم (بالإنجليزية: Hypoalgesia) هو عبارة عن انخفاض الحساسية للمؤثرات المؤلمة.
ويحدث نقص التألم عندما تنقطع المحفزات المؤلمة أو تنخفض في مكان ما على طول المسار بين المدخلات (مستقبلات الأذية)، والأماكن التي تتم فيها معالجتها والتعرف عليها على أنها ألم في العقل الواعي. وقد تكون تأثيرات نقص حس الألم بسيطة، مثل تدليك إصبع القدم المصاب لتقليل الألم أو تناول الأسبرين لتقليل الصداع، أو يمكن أن تكون شديدة، مثل كَون الفرد تحت تأثير التخدير القوي. ويمكن أن يحدث نقص التألم بواسطة مواد كيميائية خارجية، مثل المواد الأفيونية، وكذلك المواد الكيميائية التي ينتجها الجسم في ظواهر، مثل الخوف، والتمارين التي تُحدِث نقص التألم. ويمكن أن يترافق نقص التألم أيضا مع بعض الأمراض، مثل عدم الإحساس بالألم مع انقطاع التعرق الخلقي أو في حالات أقل شدة، مثل مرض السكري أو غيرها من الأمراض المرتبطة بارتفاع ضغط الدم.

## الأسباب الكيميائية

### المسكنات
المسكنات هي فئة من الكيميائيات الحيوية التي تسبب نقص التألم. ويمكن أن تعمل المسكنات على كل من الجهاز العصبي المحيطي والمركزي لتقليل الألم. كما تعمل بعض المسكنات أيضا على تقليل مصدر الألم من خلال العمل على تقليل التورم والالتهاب، كما هو الحال مع مضادات الالتهاب غير الستيروئيدية.

### أشباه الأفيونيات
تشير أشباه الأفيونيات إلى مجموعة معينة من مسكنات الألم، التي تشمل المورفين، والكودين، والأفيون، حيث تعمل على مستقبلات الأفيونيات التي تقع بشكل أساسي في الجهاز العصبي المركزي.
الأفيونيات الذاتية هي أنواع من المواد الأفيونية التي ينتجها الجسم خصيصا لتعديل الألم، وتشمل الأندورفين، والإنكيفالين، والدينورفين، والإندومورفين، حيث أن هذه الببتيدات لها أهمية خاصة لتعديل الألم استجابةً للبيئة، ويمكن أن يتم إفرازهم استجابةً لعدة أشياء، منها زيادة ضغط الدم، والألم، والإحساس بالخطر. وقد تبين أن الأفيونيات الذاتية هي المسؤولة -جزئيا على الأقل- عن بعض الظواهر، مثل الابتهاج، ونقص التحسس استجابة للقتال أو الطيران، وحتى للآثار المسكنة للعلاج بالوخز بالإبر. وفي كل هذه الحالات، هناك مستوى معين من معالجة الإشارات يحدث في الجهاز العصبي المركزي، مما يؤدي إلى إطلاق هذه المواد الكيميائية.

### نقص حس الألم الناجم عن ممارسة الرياضة
هناك قدر كبير من الأبحاث التي تدرس العلاقة بين ممارسة الرياضة ونقص التألم، وقد أظهرت العديد من الدراسات الصلة المباشرة بين الاثنين عن طريق إخضاع المرضى للتمرين وتصنيف استجابتهم للألم، ولكن على الرغم من الكثير من البحث إلا أن آلية العمل لا تزال غير مفهومة. وقد تبين أن الآلية المحفزة لآثار نقص التألم سببها زيادة ضغط الدم الذي يصاحب العمل بجهد، حيث يستشعر الجسم زيادة ضغط الدم، ويفترض أنه استجابة لذلك، يتم إطلاق المواد الأفيونية الذاتية. هذه الفرضية مدعومة بشكل جيد في البحوث البشرية، وقد تم التحقق من أنها تلعب دورا، ولكن تشير البحوث الحيوانية إلى أن هناك آليات أخرى تشارك أيضا، مثل نظام شبيه القنب الذاتي.

### نقص التألم الناجم عن الخوف
نقص التألم الناجم عن الخوف هو مثال آخر لآلية تتحكم بها المواد الأفيونية. ومن المفترض أن الخوف هو آلية دفاع تتطور مع مرور الوقت لتوفير الحماية. وفي حالة نقص التألم، يكون انخفاض الاستجابة للألم مفيدا جدا في حال كون حياة الكائن الحي على المحك؛ لأن الشعور بالألم سيكون عائقا بدلا من عون. وقد تم توثيق أن الخوف يسبب انخفاض في الاستجابة للألم، ولكن مثل نقص التألم الناجم عن التمارين الرياضية، فآليات العمل الدقيقة ليست مفهومة جيدا. وقد أظهرت الدراسات أن المواد الأفيونية تشارك بالتأكيد في هذه العملية، ولكن المواد الأفيونية وحدها لا تفسر تماما الاستجابة المسكنة للألم، وما زالت آليات العمل الأخرى غير معروفة.

## أمراض
قد ثبت أن العديد من الأمراض يمكن أن تسبب نقص التألم، وتكون بعض الأمراض عبارة عن اضطرابات وراثية، مثل عدم الإحساس بالألم مع انقطاع التعرق الخلقي، حيث تكون الجينات الضرورية لأداء مستقبلات الأذية الصحيح لا تعمل. هناك العديد من الأمراض من هذا القبيل، وكلها تندرج تحت فئة الاعتلال العصبي اللاإرادي الحسي الوراثي. وبدلا من ذلك، هناك بعض الأمراض التي تؤثر على وظائف أخرى في الجسم، والتي يمكنها تنشيط المسارات التي تسبب نقص التألم، ويحدث هذا التأثير في الأشخاص المصابين بمرض السكري وغيره من الأمراض المرتبطة بارتفاع ضغط الدم.

### الاعتلالات العصبية الوراثية
الاعتلالات العصبية الحسية والاعتلالات العصبية اللاإرادية الوراثية، مثل اضطراب عدم الإحساس بالألم مع انقطاع التعرق، هي اضطرابات وراثية تتميز بمستقبلات ألم عاطلة أو غير وظيفية. وترتبط معظم هذه الأمراض أيضا مع انخفاض الإحساس بالحرارة. وفي بعض الحالات، ترتبط هذه الأمراض أيضا بأعراض أخرى، مثل التخلف العقلي وقلة إنتاج العرق والدموع. وقد تكون مثل هذه الأمراض خطيرة جدا للمرضى؛ لأنهم لا يكونوا قادرين على الحكم على ما يؤذيهم، وبالتالي تحديد متى يجب التوقف عن فعل الشيء. وقد يعض الطفل المصاب بالمرض إصبعه قبل أن يدرك أن ما يقوم به قد يضره، أو قد يضع يده على موقد ساخن دون أن يدرك ذلك. وتدعم هذه الأمثلة نظرية أن الألم ضروري للحياة، وبشكل أكثر تحديدا للبقاء على قيد الحياة.

### نقص التألم وارتفاع ضغط الدم
قد أظهرت بعض الدراسات أن ارتفاع ضغط الدم في المرضى يمكن أن يسبب نقص الحس بالألم. وترتبط بعض الأمراض، مثل مرض السكري، والذي يرتبط بارتفاع ضغط الدم أيضا مع نقص الحس بالألم، ولكن يرجع سبب ذلك إلى اعتلال الأعصاب السكري. وتماما كما هو الحال مع نقص التألم الناجم عن التمارين الرياضية، يعمل ارتفاع ضغط الدم كإشارة إلى الجسم لإفراز المواد الأفيونية، وتفعيل مسارات تعديل الألم الأخرى. وعلى الرغم من أن هذه المسألة لم تدرس على نطاق واسع إلا أن هناك أدلة على أن ذلك ليس هو السبب الوحيد. وقد تؤدي الأمراض إلى تفعيل أي من هذه الآليات، مثل مرض السكري الذي يسبب ارتفاع ضغط الدم. وهناك حاجة إلى دراسة كاملة لمسارات تنظيم الألم.